# Hilarimorpha mentata
Hilarimorpha mentata är en tvåvingeart som beskrevs av Webb 1974. Hilarimorpha mentata ingår i släktet Hilarimorpha och familjen Hilarimorphidae.
Artens utbredningsområde är Alberta. Inga underarter finns listade i Catalogue of Life.